# Ustroń
Ustroń là một thị trấn thuộc huyện Cieszyński, tỉnh Śląskie ở nam Ba Lan. Thị trấn có diện tích 59 km². Đến ngày 1 tháng 1 năm 2011, dân số của thị trấn là 15588 người và mật độ 264 người/km².